# Жиромон (Мерт и Мозел)
Жиромон (фр. Giraumont) насеље је и општина у североисточној Француској у региону Лорена, у департману Мерт и Мозел која припада префектури Брије.
По подацима из 2011. године у општини је живело 1292 становника, а густина насељености је износила 169,33 становника/km². Општина се простире на површини од 7,63 km². Налази се на средњој надморској висини од 197 метара (максималној 235 m, а минималној 183 m).

## Демографија
| 1962. | 1968. | 1975. | 1982. | 1990. | 1999. | 2011. |
| ----- | ----- | ----- | ----- | ----- | ----- | ----- |
| 1.588 | 1.826 | 1.509 | 1.186 | 1.137 | 1.171 | 1.292 |

График промене броја становника у току последњих година